# Dasypus bellus
L'armadillo splendido (Dasypus bellus) era una specie di armadillo vissuto fra i 2 milioni di anni fa e i 10.000 anni fa nel territorio corrispondente agli attuali Stati Uniti.
I ritrovamenti di fossili di questo animale avvengono con maggior frequenza negli Stati Uniti centro-orientali, anche se l'areale di ritrovamento di questi animali si estende ad ovest fino al Nuovo Messico ed a nord fino all'Iowa e all'Indiana.
Era assai simile all'attuale armadillo a 9 fasce, suo congenere, eccetto per le dimensioni, assai maggiori (fino al metro di lunghezza).
Era probabilmente in grado di appallottolarsi in caso di pericolo.